# Siantar Dolok
Siantar Dolok is een bestuurslaag in het regentschap Tapanuli Tengah van de provincie Noord-Sumatra, Indonesië. Siantar Dolok telt 248 inwoners (volkstelling 2010).